# Morphy One
Morphy One（モルフィーワン）とは、オープンハードウェアとして開発を試行した携帯情報端末 (PDA) である。発起者である合資会社モルフィー企画の総責任者が公募資金で試行したのちに破産宣告した。

## 概略
1999年にHP200LXの生産中止がヒューレット・パッカードより発表された。これを契機として、後に合資会社モルフィー企画の代表者になった人物（ハンドルネーム:とよぞう）は、NIFTY-ServeのフォーラムFHPPCにて、HP200LX内での後継機となりうるDOSベースのPDAを自力で製作する構想を発表した。当該人物はNIFTY-Serve上で出資者を募り、合資会社モルフィー企画を立ち上げた。
2001年に量産用試作基板の実装が完了したと発表された。しかし、2002年には開発の行き詰まりが明らかになった。具体的には2002年6月時点では、集めた出資金約7000万円のうち残資金は350万円、開発進捗状況は試作ボード上でのMS-DOSの起動不具合の原因を分析中の段階、という状況であった。
2003年5月20日、モルフィー企画は破産を宣告、計画は終焉を迎えた。

## 関連する人物
- 尾崎孝良 - ハンドルネーム:OzaKit。企画・会社立ち上げをサポート。現在は弁護士。